# Римський театр у Оранжі
Римський театр — театр, розташований в місті Оранж, споруджений у I столітті. Влітку в римському театрі проходить фестиваль «Шорежі д'Оранж».

## Історія за часів Римської імперії
Театр вважається одним з найкраще збережених римських театрів в сучасній Франції. На місті теперішнього Оранжу в 40 році було засноване місто Араузіон римськими легіонерами, де й був споруджений театр. Останній відігравав велике значення для жителів міста, які проводили там чимало вільного часу. З погляду римської колоніальної адміністрації театр не лише сприяв поширенню римської культури в колоніях, але й відволікав жителів від політичної діяльності. Найпоширенішими видами вистав були пантоміми, фарси та авторські читання, які тривали, як правило, цілий день. Для глядачів виготовляли яскраві декорації. Вистави в театрі були безкоштовні й відкриті для всіх.

## В добу середньовіччя
Після розпаду Римської імперії та поширення християнства в 391 році театр в Араузіоні було закрито за офіційним указом церкви. Театр стояв закинутим і був проігнорований мешанцями, що сприяло його збереженню. У Середньовіччі покинута кам'яна споруда відігравала роль фортифікаційної споруди. Під час релігійнийх воєн XVI століття в споруді переховувалося цивільне населення.
Король Людовик XIV під час відвідин Оранжу назвав 103-метровий фасад театру (скену) найгарнішою стіною свого королівства («C'est la plus belle muraille de mon royaume»). Під час Французької революції 1789–1793 рр. кам'яна споруда театра була в'язницею для утриманя ворогів революції.

## Відновлення у XIX ст.
1824 року було розпочато великі реставраційні роботи під керівництвом Огюста Карісті. Ініціатива реставрації давньоримської споруди і відновлення його первісної функції як театру належала французькому письменникові і генерал-інспектору (головному інспектору або директору) державного закладу «Історичні пам'ятки» (Monuments Historiques) — Просперу Меріме (1803—1870).
З 1869 року в театрі знову регулярно проводяться вистави й концерти. На сцені ремонтованого театру в Оранжі виступала низка провідних акторів Франції, серед котрих була і Сара Бернар (1903 рік, вистава «Федра»). Широко відомим став оперний фестиваль «Шорежі д'Оранж».
На думку істориків, в античні часи театр вміщав до 10 000 відвідувачів. Сьогодні тут можуть розташуватися 7 000 осіб. З римських часів збереглися тільки перші три ряди глядацької зали, що не стало в заваді наново відновити всі інші, адже це стандартна частина театральної споруди.
1981 року Римський театр було занесено до Списку світової спадщини ЮНЕСКО.

## Музей мистецтва і історії міста Оранж
В місті засновано Музей мистецтва і історії. В заклад перенесені археологічні знахідки з міста та театра (давньоримські мозаїки, уламки римських рельєфів, керамічні вироби), етнографічні колекції, французький живопис XVII–XVIII століть, французькі гобелени, старовинні меблі, невелика кількість мармурових скульптур тощо.

## Галерея

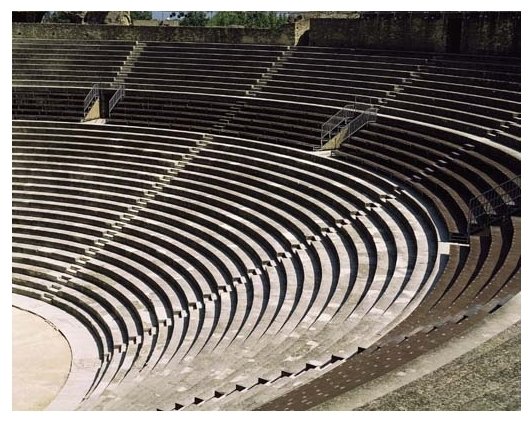
Трибуни
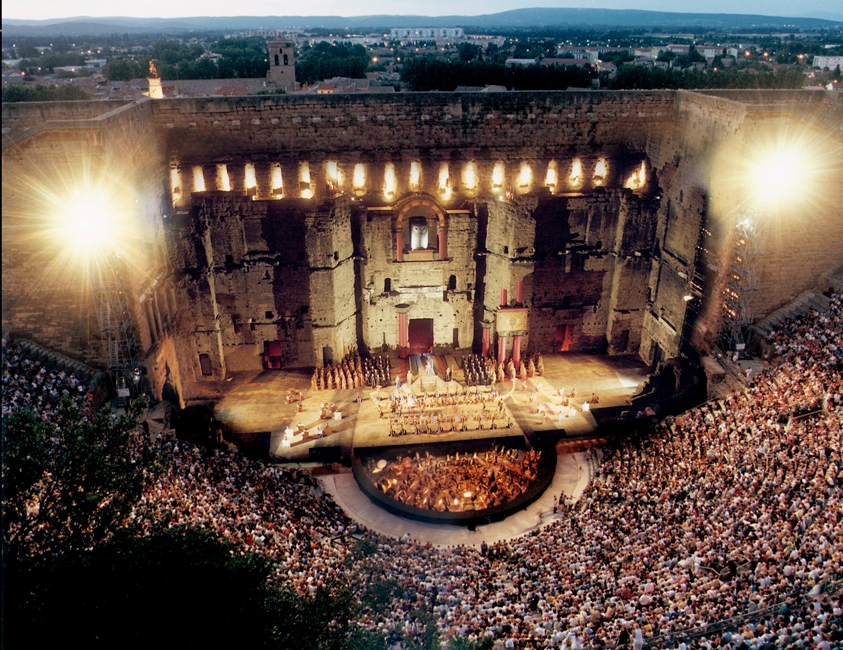
Вистава під час фестивалю Шорежі
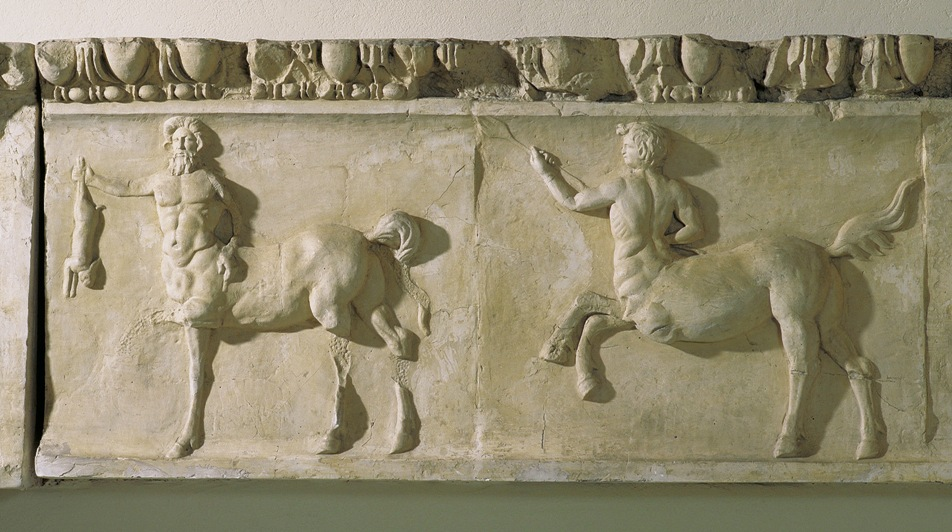
Центральний фриз
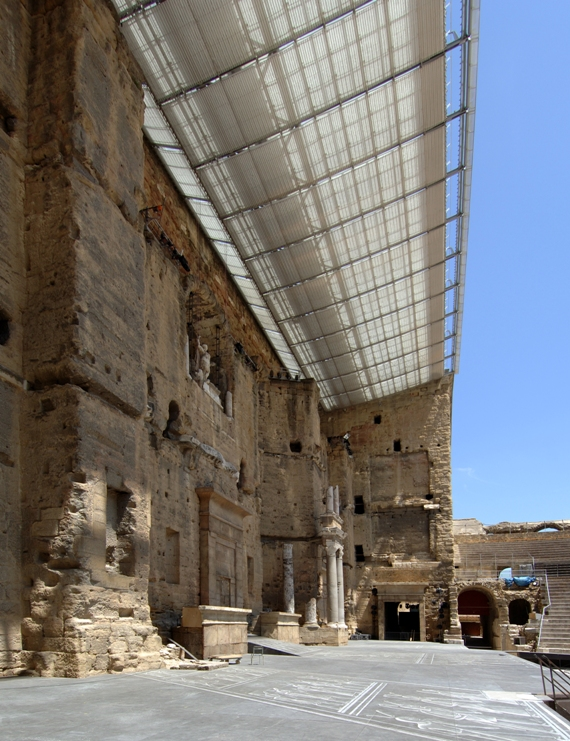
Новий захисний дашок
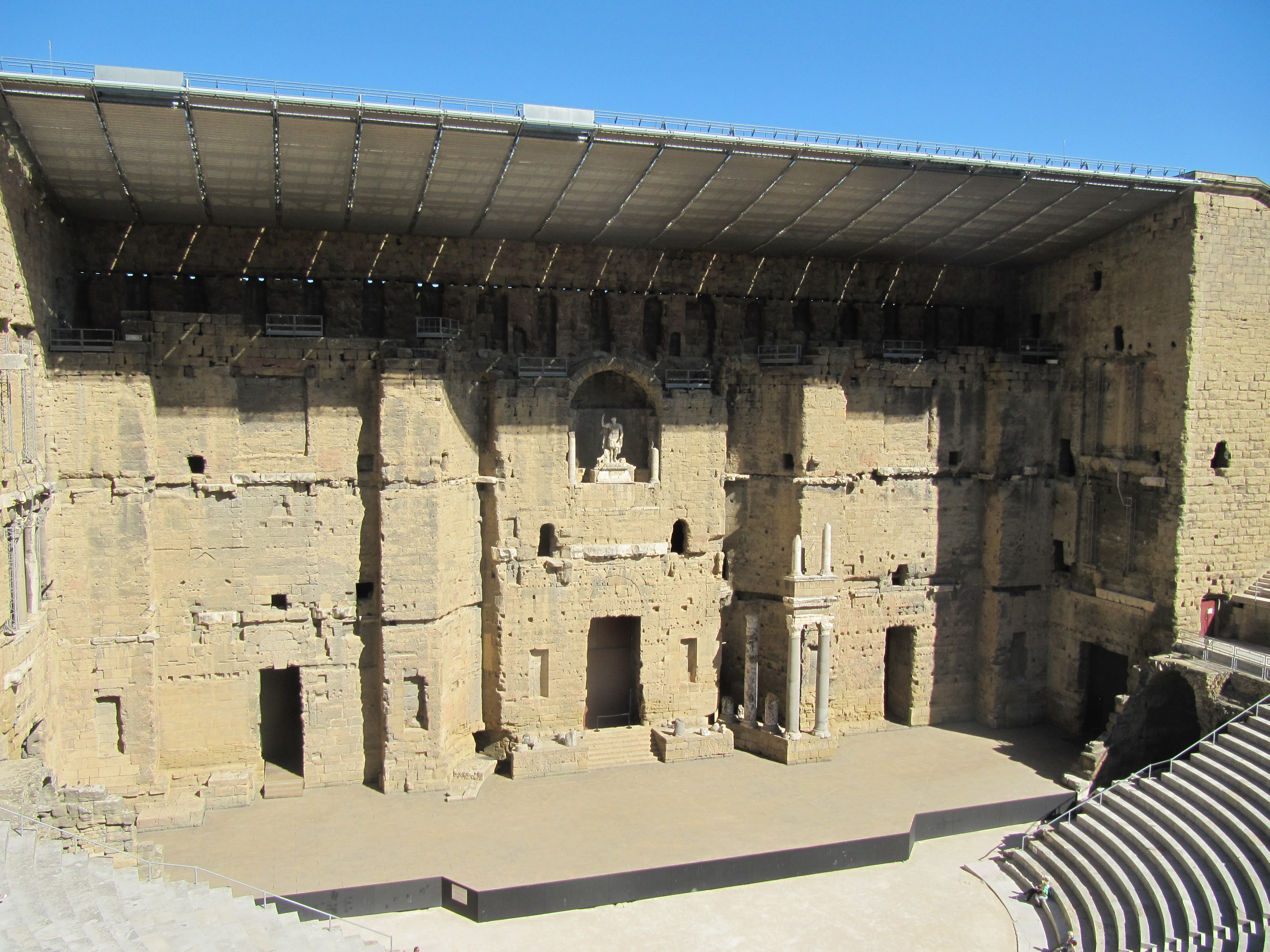
Римський театр із захисним дашком